# 56-та піхотна дивізія (Третій Рейх)
56-та піхотна дивізія (нім. 56. Infanterie-Division) — піхотна дивізія Вермахту за часів Другої світової війни.

## Історія
56-та піхотна дивізія була сформована 26 серпня 1939 в Дрездені в IV-му військовому окрузі (нім. Wehrkreis IV) під час 2-ї хвилі мобілізації Вермахту.

## Райони бойових дій
- Німеччина (серпень 1939);
- Польща (вересень — жовтень 1939);
- Німеччина (жовтень 1939 — травень 1940);
- Бельгія, Франція (травень — серпень 1940);
- Генеральна губернія (серпень 1940 — червень 1941);
- СРСР (південний напрямок) (червень — жовтень 1941).
- СРСР (центральний напрямок) (жовтень 1941 — жовтень 1943);
- СРСР (центральний напрямок) (вересень — жовтень 1944);
- Німеччина (Східна Пруссія) (жовтень 1944 — квітень 1945).

## Командування

### Командири
1-ше формування
- генерал-майор Карл Крібель (нім. Karl Kriebel) (26 серпня 1939 — 24 липня 1940);
- генерал-лейтенант Пауль фон Газе (нім. Paul von Hase) (1 серпня — 15 листопада 1940);
- генерал-лейтенант Карл фон Офен (нім. Karl von Oven) (15 листопада 1940 — 24 січня 1943);
- генерал-лейтенант Отто-Йоахім Людеке (нім. Otto-Joachim Lüdecke) (24 січня — 1 вересня 1943);
- генерал-лейтенант Вінценц Мюллер (нім. Vincenz Müller) (1 вересня — жовтень 1943);

2-ге формування
- генерал-лейтенант Едмунд Блаурок (нім. Edmund Blaurock) (10 вересня 1944 — 24 березня 1945).

## Нагороджені дивізії
Нагороджені дивізії
Нагороджені Сертифікатом Пошани Головнокомандувача Сухопутних військ для військових формувань Вермахту за збитий літак противника
- 24 вересня 1942 — 171-й піхотний полк за дії 5 червня 1942 (214);
- 1 листопада 1943 — 171-й гренадерський полк за дії 6 травня 1943 (405);
- 1 листопада 1943 — I-й батальйон 192-го гренадерського полку за дії 6 травня 1943 (406);
- 1 листопада 1943 — 2-га рота 171-го гренадерського полку за дії 7 травня 1943 (407).

|  | Кавалери Золотого Німецького Хреста                                                                        | 48                                                                                          |
|  | Кавалери Лицарського хреста Залізного хреста з Дубовим листям                                              | 2 (№ 283 майор Альфред Айдель — 24.08.1943 № 746 генерал-майор Едмунд Блаурок — 19.02.1945) |
|  | Кавалери Лицарського хреста Залізного хреста                                                               | 23                                                                                          |
|  | Кавалери Почесної відзнаки Сухопутних військ «Почесна застібка на орденську стрічку для Сухопутних військ» | 22                                                                                          |

- Нагороджені Сертифікатом Пошани Головнокомандувача Сухопутних військ (5)